# Xanthopimpla deplanata
Xanthopimpla deplanata är en stekelart som beskrevs av André Seyrig 1932. Xanthopimpla deplanata ingår i släktet Xanthopimpla och familjen brokparasitsteklar. Inga underarter finns listade i Catalogue of Life.